# Проте (Перуђа)
Проте је насеље у Италији у округу Перуђа, региону Умбрија.
Према процени из 2011. у насељу је живело 220 становника. Насеље се налази на надморској висини од 242 м.